# Hodeng-au-Bosc
Hodeng-au-Bosc é uma comuna francesa na região administrativa da Normandia, no departamento de Sena Marítimo. Estende-se por uma área de 8,73 km². Em 2010 a comuna tinha 579 habitantes (densidade: 66,3 hab./km²).